# Joetta Clark Diggs
Joetta Clark Diggs (* 1. August 1962 in East Orange, New Jersey als Joetta Clark) ist eine ehemalige US-amerikanische Leichtathletin, die sich auf den Mittelstreckenlauf spezialisiert hat. Ihren größten Erfolg feierte sie mit dem Gewinn der Bronzemedaillen über 800 Meter bei den Hallenweltmeisterschaften 1993 und 1997. Während ihrer aktiven Zeit über 25 Jahre zählte sie zu den erfolgreichsten Mittelstreckenläuferinnen der Vereinigten Staaten in den 80er und 90er Jahren des 20. Jahrhunderts.

## Sportliche Laufbahn
Joetta Clark Diggs wuchs in der Nähe von Newark, New Jersey auf und absolvierte ein Studium an der University of Tennessee. Erste internationale Erfahrungen sammelte sie bei den Panamerikanischen Juniorenmeisterschaften 1980 in Greater Sudbury, bei denen sie in 2:05,65 min die Goldmedaille im 800-Meter-Lauf gewann. 1983 wurde sie NCAA-Collegemeisterin über 800 Meter und 1985 belegte sie beim IAAF World Cup in Canberra in 2:03,81 min den fünften Platz. Zuvor belegte sie bei der Sommer-Universiade in Kōbe in 2:02,20 min den sechsten Platz und gewann mit der US-amerikanischen 4-mal-400-Meter-Staffel in 3:30,41 min die Bronzemedaille hinter den Teams aus der Sowjetunion und Kanada. 1987 belegte sie bei den Hallenweltmeisterschaften in Indianapolis in 2:03,92 min den sechsten Platz und im Juli gewann sie bei der Sommer-Universiade in Zagreb in 1:59,92 min die Bronzemedaille hinter Slobodanka Čolović aus Jugoslawien und der Rumänin Mitica Constantin. Anschließend schied sie bei den Weltmeisterschaften in Rom mit 2:06,10 min im Halbfinale aus. Im Jahr darauf nahm sie an den Olympischen Sommerspielen in Seoul teil und schied auch dort mit 2:03,32 min im Semifinale aus. 1989 erreichte sie bei den Hallenweltmeisterschaften in Budapest das Finale über 800 Meter, ging dort aber verletzungsbedingt nicht an den Start. Im September gelangte sie beim IAAF World Cup in Barcelona mit 2:1,94 min auf Rang neun im Jahr darauf belegte sie bei den Goodwill Games in Seattle in 2:01,54 min den achten Platz. 
1991 schied sie bei den Hallenweltmeisterschaften in Sevilla mit 2:02,02 min im Halbfinale über 800 Meter aus und auch bei den Freiluftweltmeisterschaften in Tokio im August schied sie mit 2:02,35 min im Semifinale aus. Im Jahr darauf nahm sie erneut an den Olympischen Sommerspielen in Barcelona teil und klassierte sich dort mit 1:58,06 min im Finale auf dem siebten Platz. Anschließend wurde sie beim IAAF World Cup in Havanna in 2:01,60 min Zweite hinter Maria de Lurdes Mutola aus Mosambik. 1993 gewann sie bei den Hallenweltmeisterschaften in Toronto in 1:59,86 min die Bronzemedaille hinter Maria de Lurdes Mutola und der Russin Swetlana Masterkowa. Im August kam sie dann bei den Freiluftweltmeisterschaften in Stuttgart mit 2:02,15 min nicht über den Vorlauf hinaus, ehe sie beim IAAF Grand Prix Final in London in 2:00,28 min den vierten Platz belegte. Im Jahr darauf belegte sie bei den Goodwill Games in St. Petersburg in 2:00,30 min den sechsten Platz und anschließend wurde sie beim IAAF World Cup in London in 2:03,76 min Fünfte. 1995 schied sie bei den Weltmeisterschaften in Göteborg mit 2:01,70 min in der ersten Runde aus und im Jahr darauf kam sie bei den Olympischen Sommerspielen in Atlanta mit 2:00,38 min nicht über den Vorlauf hinaus. 1997 gewann sie bei den Hallenweltmeisterschaften in Paris in 1:59,82 min erneut die Bronzemedaille, diesmal hinter Maria de Lurdes Mutola aus Mosambik und Natallja Duchnowa aus Belarus. Im August belegte sie bei den Weltmeisterschaften in Athen in 2:02,05 min im Finale den siebten Platz und beim IAAF Grand Prix Final in Fukuoka wurde sie in 2:06,44 min ebenfalls Siebte. 2000 nahm sie zum vierten Mal in Folge an den Olympischen Sommerspielen in Sydney teil und schied dort mit 2:04,12 min im Halbfinale aus, woraufhin sie ihre aktive sportliche Karriere im Alter von 38 Jahren beendete.
In den Jahren von 1988 und 1989 sowie von 1992 bis 1994 wurde Clark Diggs US-amerikanische Meisterin im 800-Meter-Lauf im Freien sowie 1987 bis 1990 sowie von 1996 bis 1998 in der Halle.

## Persönliche Bestleistungen
- 400 Meter: 52,37 s, 1. Juni 1996 in New York City
- 800 Meter: 1:57,84 min, 8. August 1998 in Monaco
  - 800 Meter (Halle): 1:59,82 min, 9. März 1997 in Paris

## Persönliches
Auch ihre Schwester Hazel Clark sowie ihre Schwägerin Jearl Miles Clark waren als Leichtathletinnen sehr erfolgreich, wie auch ihre Tochter Talitha Diggs.